# Fabidji
Fabidji este o comună rurală din departamentul Boboye, regiunea Dosso, Niger, cu o populație de 30.520 de locuitori (2001).